# Prisão

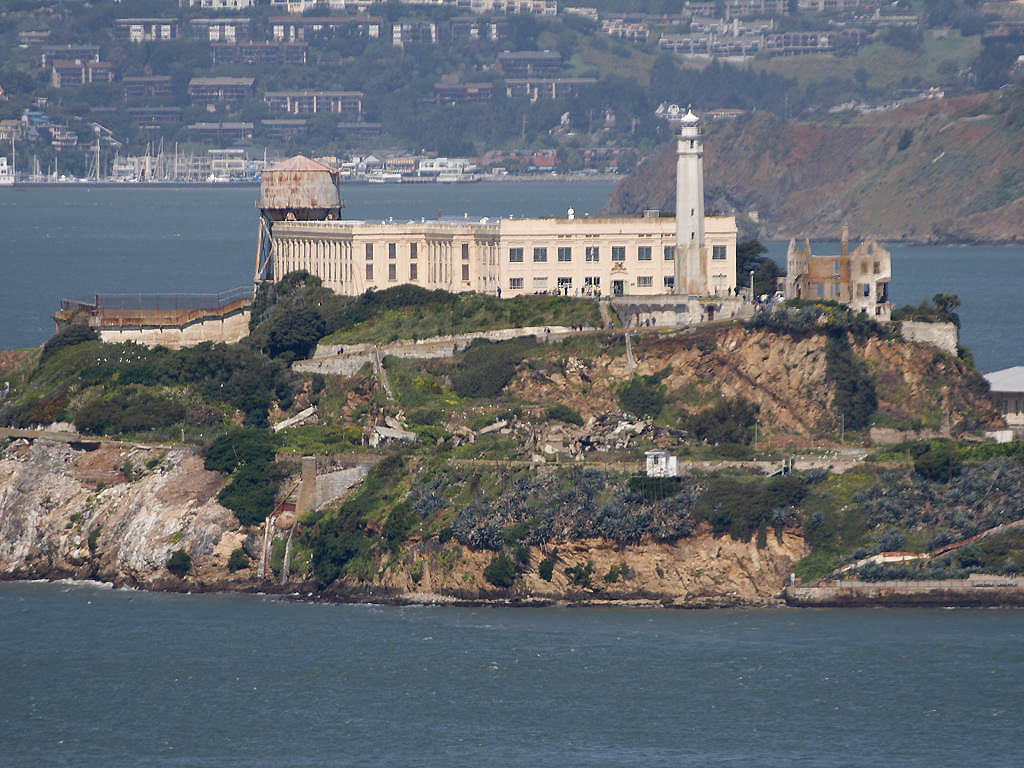
Prisão da Ilha de Alcatraz.

Prisão designa o ato de prender ou capturar alguém que cometeu um crime e fazer com que ele perca sua liberdade como forma de pagar por esse crime. A palavra tem origem no termo latino vulgar prensione, derivado do termo latino clássico e popular prehensione - ato de prender. Por extensão, o conceito também abarca a pena em que há privação completa da liberdade.

## Direito penal
Para o direito penal, em conceito geral a quase todos os sistemas jurídicos, há dois tipos de prisão: a detenção, mais leve; e a reclusão, mais grave.
- A detenção é aplicada a delitos de menor gravidade; a perda da liberdade é cumprida em estabelecimentos de reclusão temporária, com menor grau de vigilância e cuidado.
- A reclusão é aplicável aos crimes de maior impacto; o cerceamento deve ser feito em locais mais seguros e isolados, como os presídios.[2]

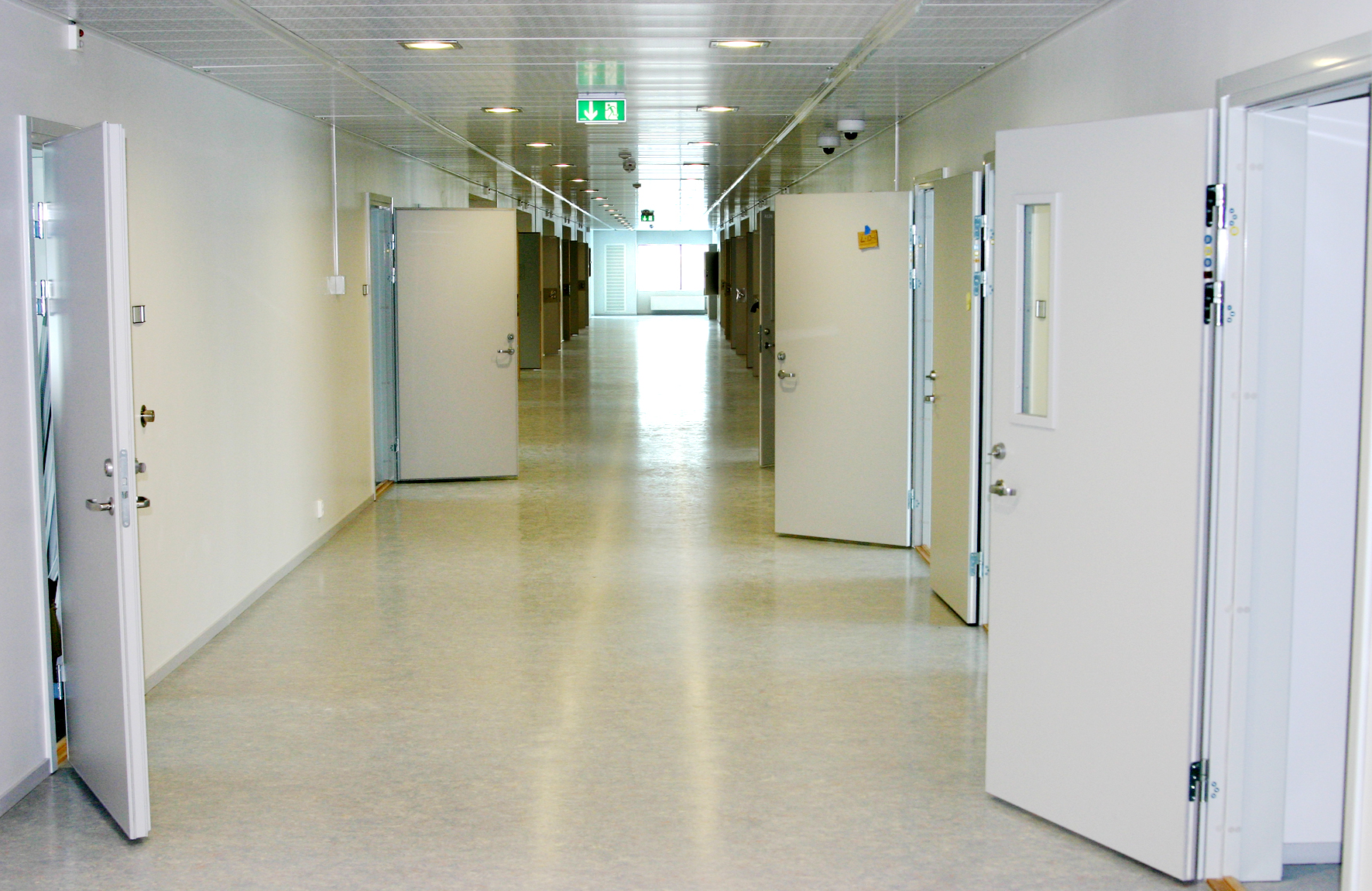
Corredor de uma prisão na Noruega.

Dentro da temporariedade e amplitude da pena, e também do local de aplicação da prisão, esta pode ser, segundo sua adoção ou não pelos sistemas jurídicos nacionais:
- Prisão temporária
- Prisão preventiva
- Prisão domiciliar
- Prisão em flagrante
- Arame de concertina usado em uma prisão.Prisão em regime aberto
- Prisão em regime semiaberto
- Prisão em regime fechado

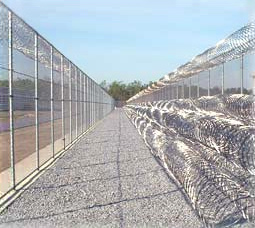
Arame de concertina usado em uma prisão.

- Prisão em segunda instância - No Brasil, projeto de lei aprovado pelo Supremo Tribunal Federal

Em razão, ainda, da autoridade de quem parte a ordem (mandado) de prisão, ela pode ser, além da prisão penal em si:
- Prisão administrativa
- Prisão civil

Há, ainda, conceitos como o de prisão especial, quando existe (como no caso do Brasil) tratamento diferenciado segundo o tipo de pessoa que comete a infração, deixando então de haver igualdade e isonomia no trato da lei e em sua aplicação.